# Saint-Nicolas-de-la-Haie
Saint-Nicolas-de-la-Haie település Franciaországban, Seine-Maritime megyében. Lakosainak száma 408 fő (2022. január 1.). Saint-Nicolas-de-la-Haie Grand-Camp, Saint-Arnoult, Saint-Aubin-de-Crétot, Saint-Gilles-de-Crétot és Trouville községekkel határos.

## Népesség
A település népessége az elmúlt években az alábbi módon változott:
| Lakosok száma | 404  | 408  | 416  | 413  | 419  | 417  | 414  | 411  | 408  |
|               | 2013 | 2015 | 2016 | 2017 | 2018 | 2019 | 2020 | 2021 | 2022 |